# Catedrala Bagrati
Catedrala Adormirii sau Catedrala Kutaisi, mai cunoscută sub numele Catedrala Bagrati (în georgiană ბაგრატი; ბაგრატის ტაძარი, sau Bagratis tadzari) este o catedrală din secolul al XI-lea, situată în orașul Kutaisi, regiunea Imereti din Georgia. O capodoperă a arhitecturii medievale georgiene, catedrala a suferit pagube importante de-a lungul secolelor și a fost reconstruită în starea sa actuală printr-un proces treptat, începând din anii 1950, lucrările majore de conservare încheindu-se în 2012. Un punct de reper distinct în peisajul central al Kutaisi, catedrala este localizată pe dealul Ukimerioni.

## Istoria
Catedrala Bagrati a fost construită în primii ani ai secolului al XI-lea, în timpul domniei regelui Bagrat al III-lea, datorită căruia a fost numită „Bagrati“, adică, catedrala lui Bagrat. O inscripție de pe peretele de nord arată că podeaua a fost construită în 1003. În 1692, a fost distrusă, în urma unei explozii, de către trupele otomane care au invadat Regatul Imereti. Incidentul a provocat prăbușirea cupolei și a plafonului.
Restaurarea și conservarea, precum și studii arheologice la Catedrala au început în anii 1950, sub conducerea unui arhitect georgian Vakhtang Tsintsadze. Lucrările de restaurare conduse de Tsintsadze au fost împărțite în șase etape și au continuat timp de mai multe decenii, până în 1994. În același an, Catedrala Bagrati, împreună cu Mănăstirea Gelati, a fost inclusă pe lista Patrimoniului Mondial ocrotit de UNESCO. În anul 2001, dreptul de proprietate al catedralei a fost transferat de la statul georgian la Biserica Ortodoxă Georgiană. În prezent serviciile religioase sunt limitate, dar biserica atrage mulți pelerini și turiști. De asemenea, este frecvent folosită ca un simbol al orașului Kutaisi, fiind unul dintre principalele sale obiective turistice.

## Starea actuală și probleme de conservare

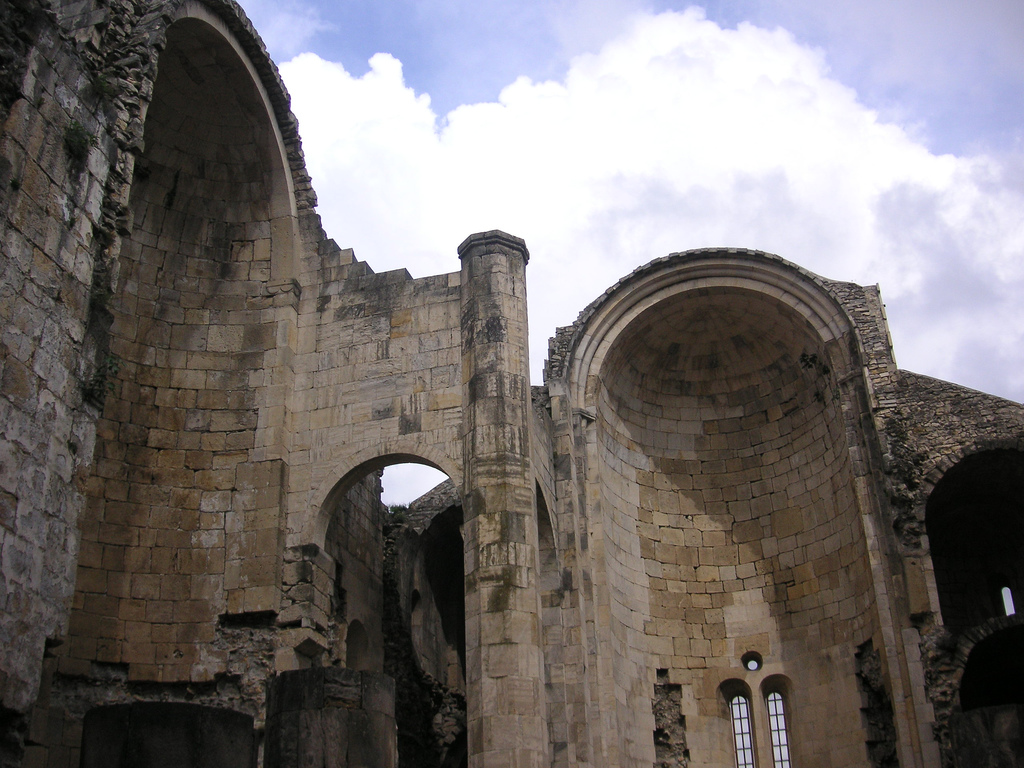
Zidul estic pre-restaurat al Catedralei Bagrati în 2005 cu tavanul încă prăbușit

În 2010, sub conducerea arhitectului italian Andrea Bruno, Georgia a început lucrările de reconstrucție care vizează revenirea Catedrala Bagrati la starea inițială ca un spațiu religios. În iulie 2010, UNESCO a adăugat catedrala Bagrati pe lista de sit-uri ale patrimoniului mondial aflate în pericol, în parte din cauza reconstrucției continue, despre care exista temerea că ar afecta integritatea structurală și autenticitatea sit-ului. Chiar înainte ca lucrările de reconstrucție să înceapă, în anul 2008 ICOMOS a fost preocupat de starea de deteriorare a catedralei, dar a apreciat că orice eforturi de conservare realizate de guvern nu ar trebui să includă un tip de reconstrucție, care ar afecta valoarea istorică a sitului.  În 2011 UNESCO a cerut autorităților guvernamentale din Georgia să dezvolte o strategie de reabilitare care ar duce la revenirea unora dintre modificările aduse sitului în ultimii ani, dar a recunoscut că aceste modificări pot fi „aproape ireversibile“. În 2013, arhitectul Andrea Bruno a primit o medalie de aur din partea statului georgian pentru rolul său în reconstrucția catedralei Bagrati și a fost recunoscut ulterior pentru acest proiect Premiul Internațional Domus pentru restaurare și conservare al Universității din Ferrara.

## Galerie

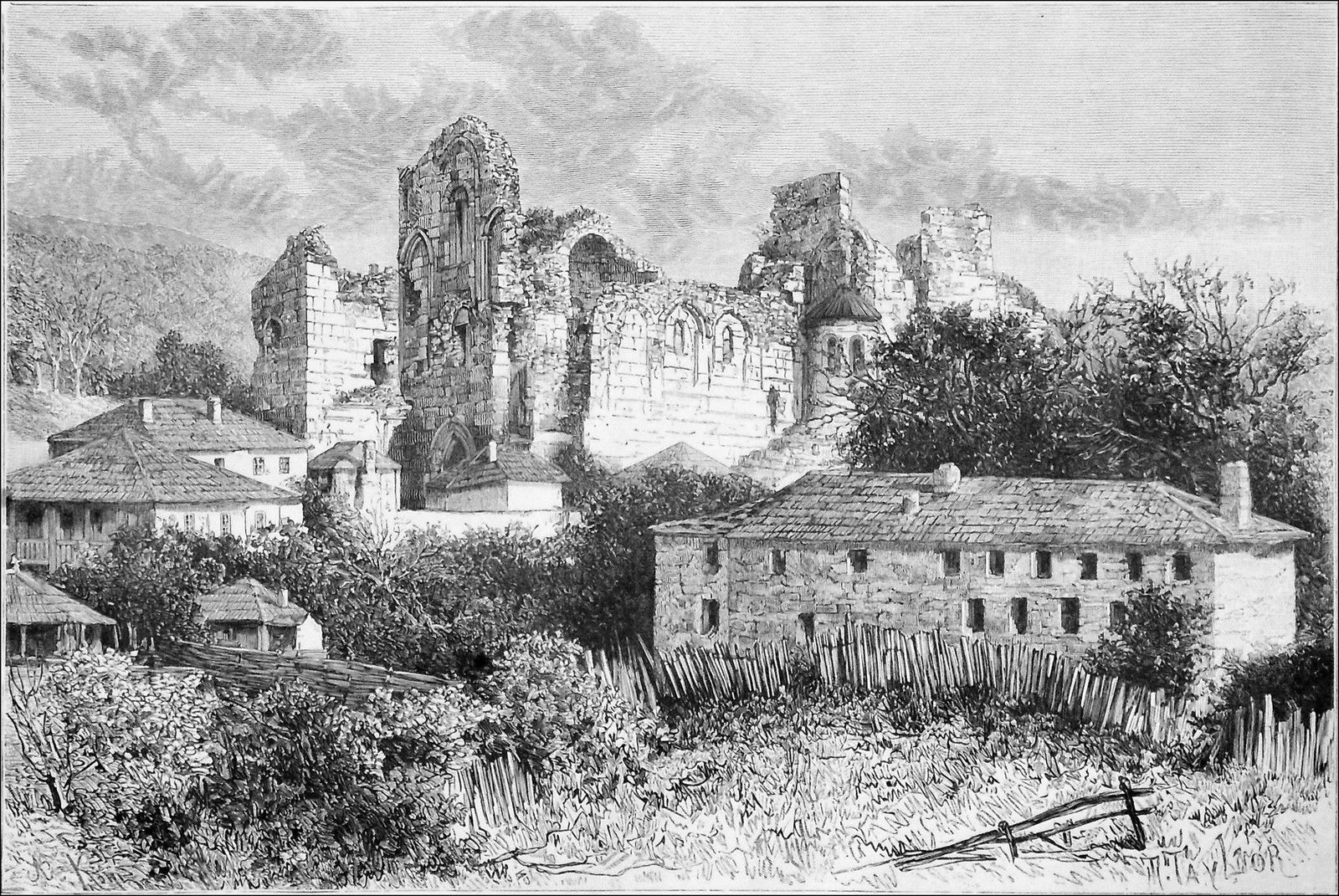
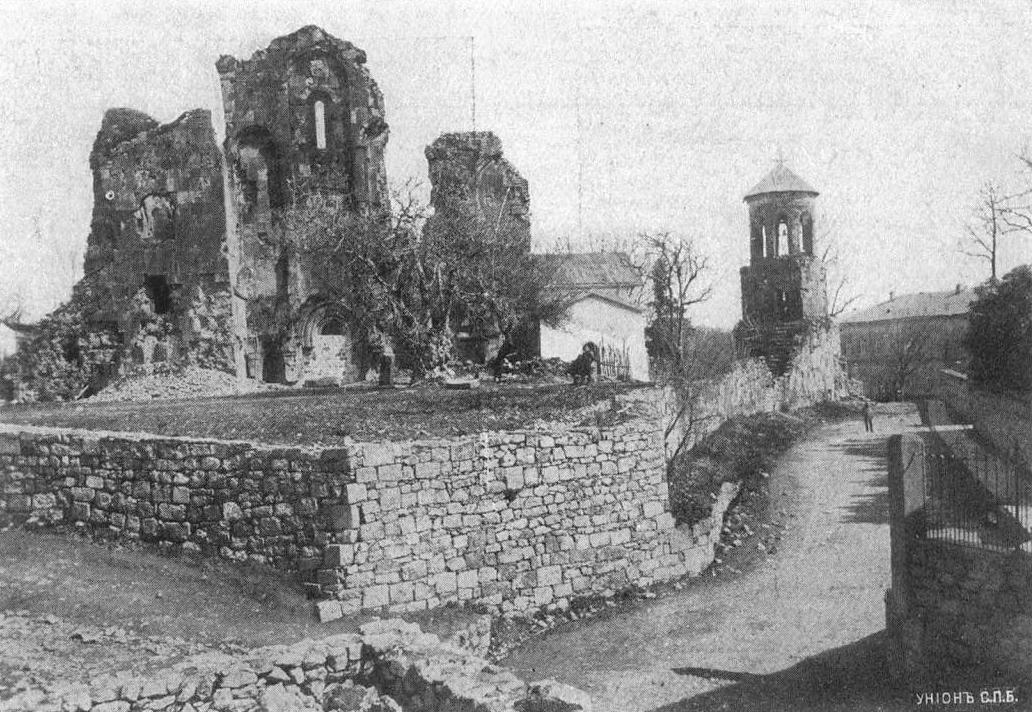
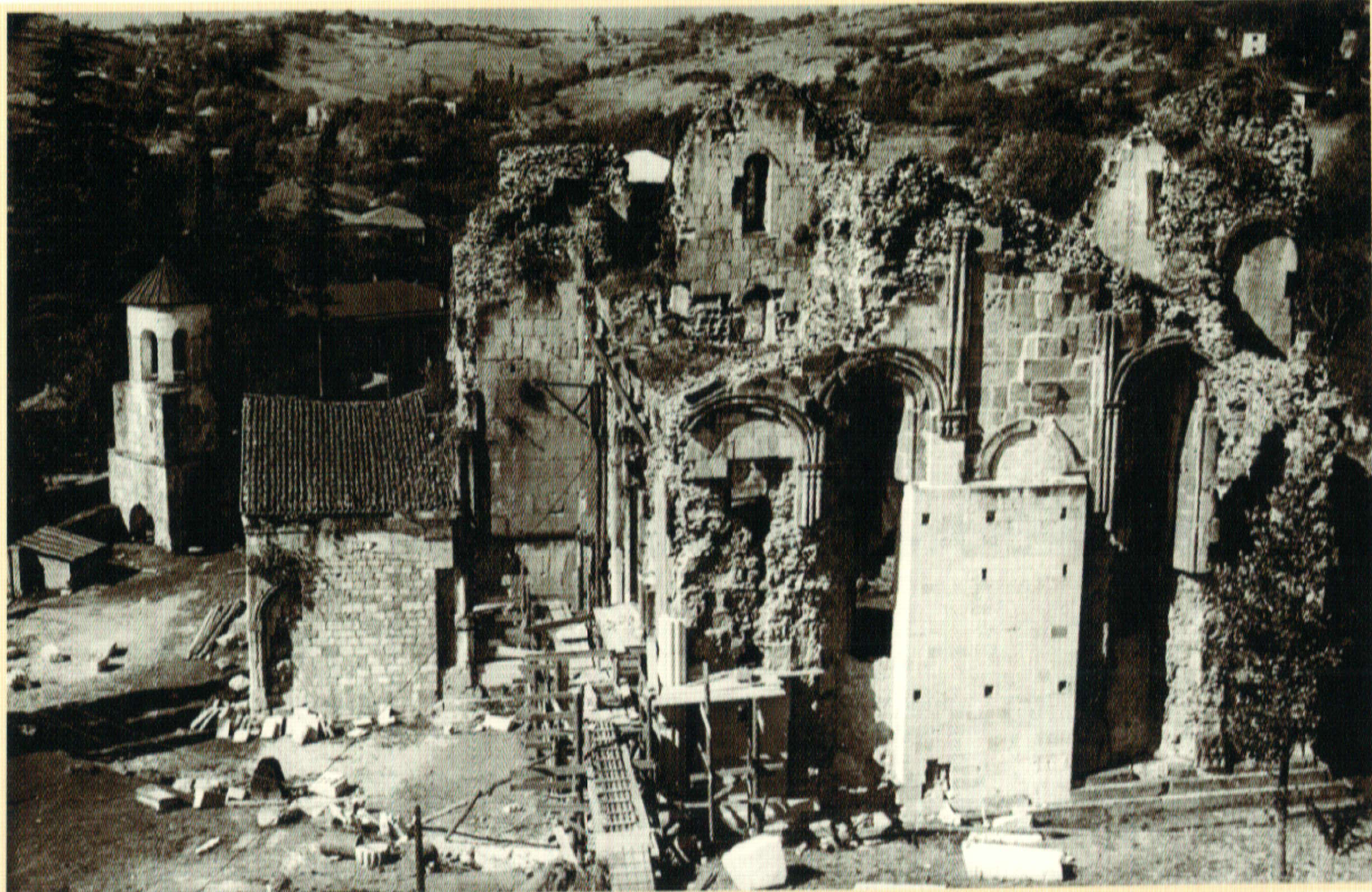
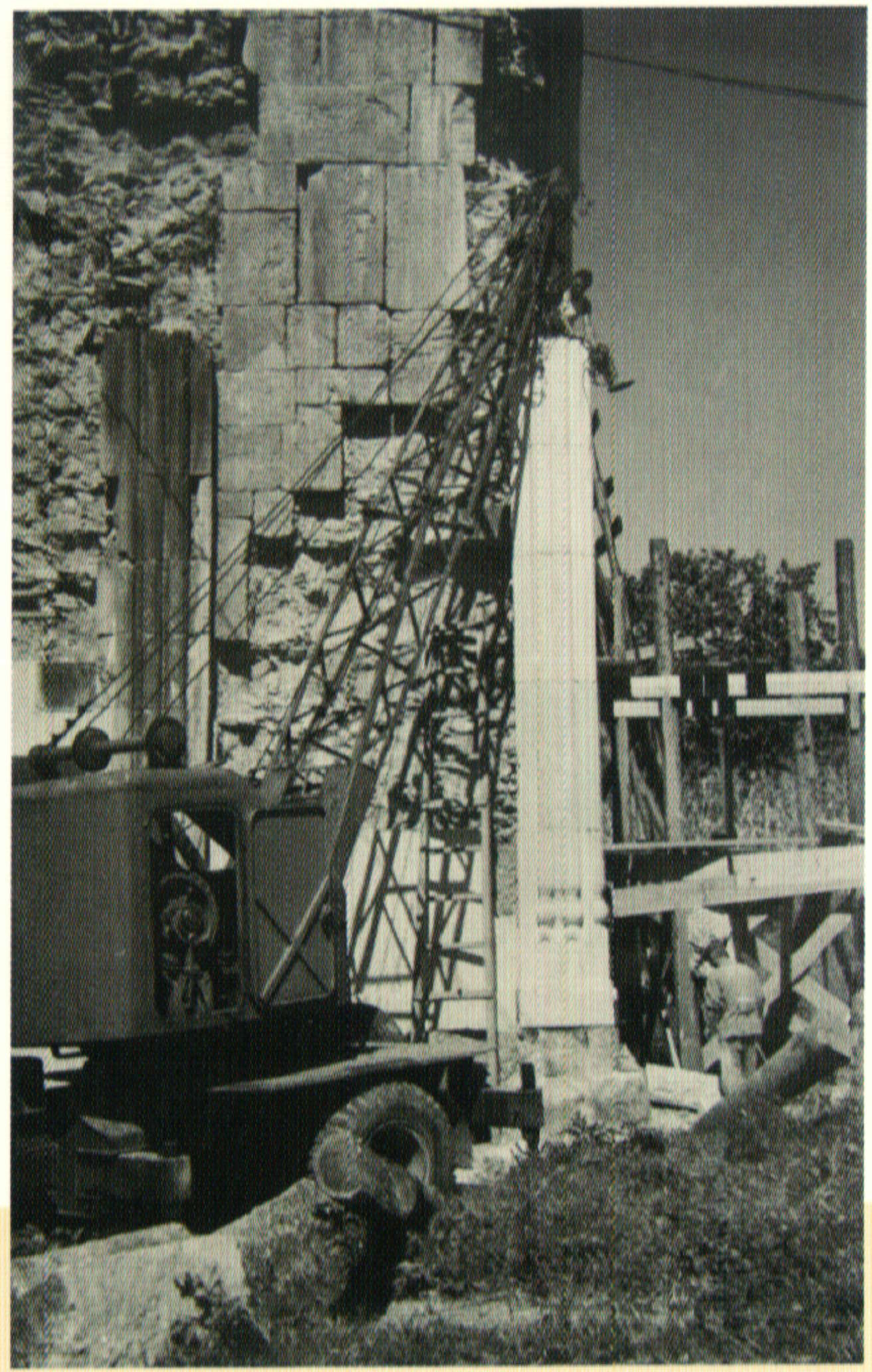
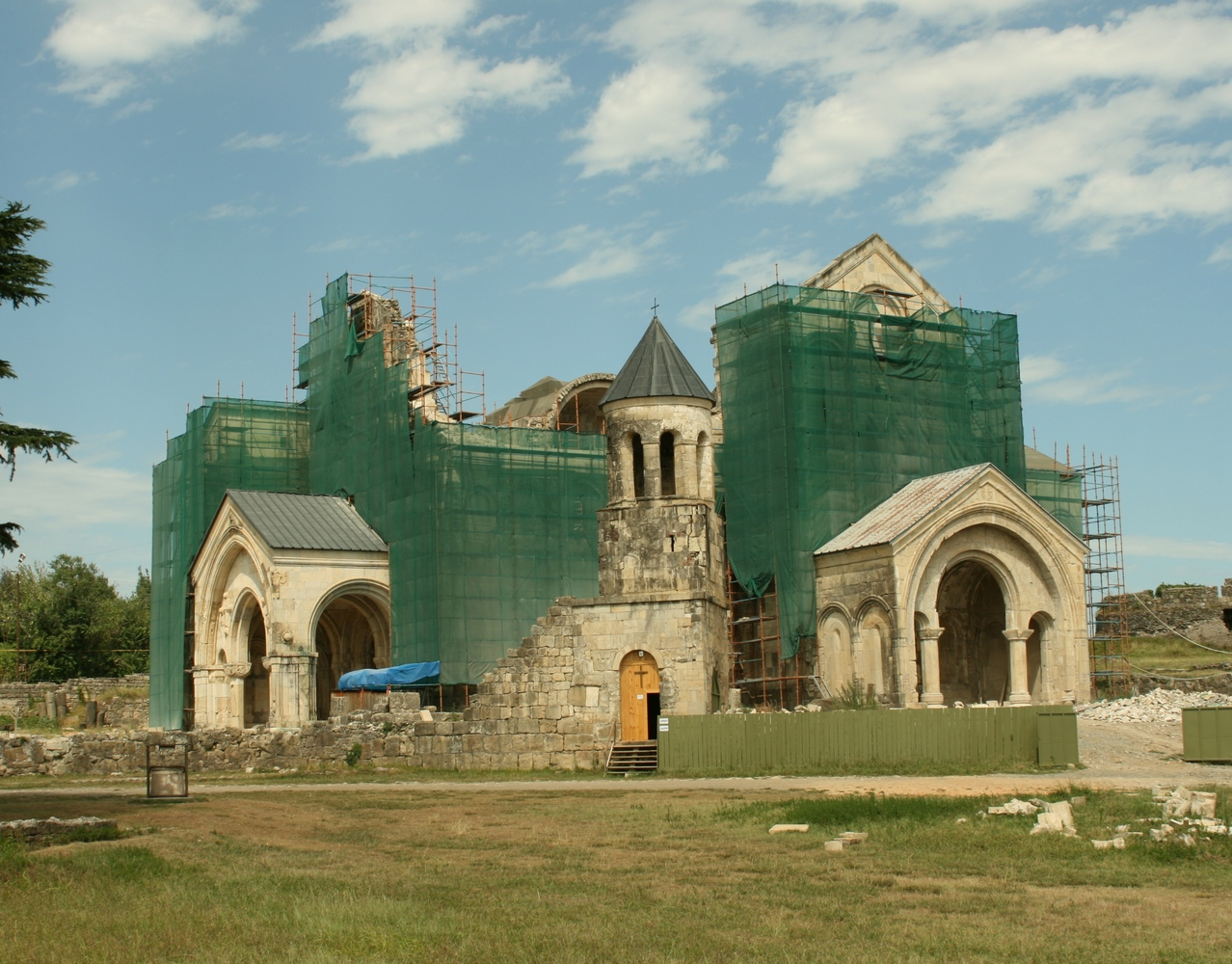
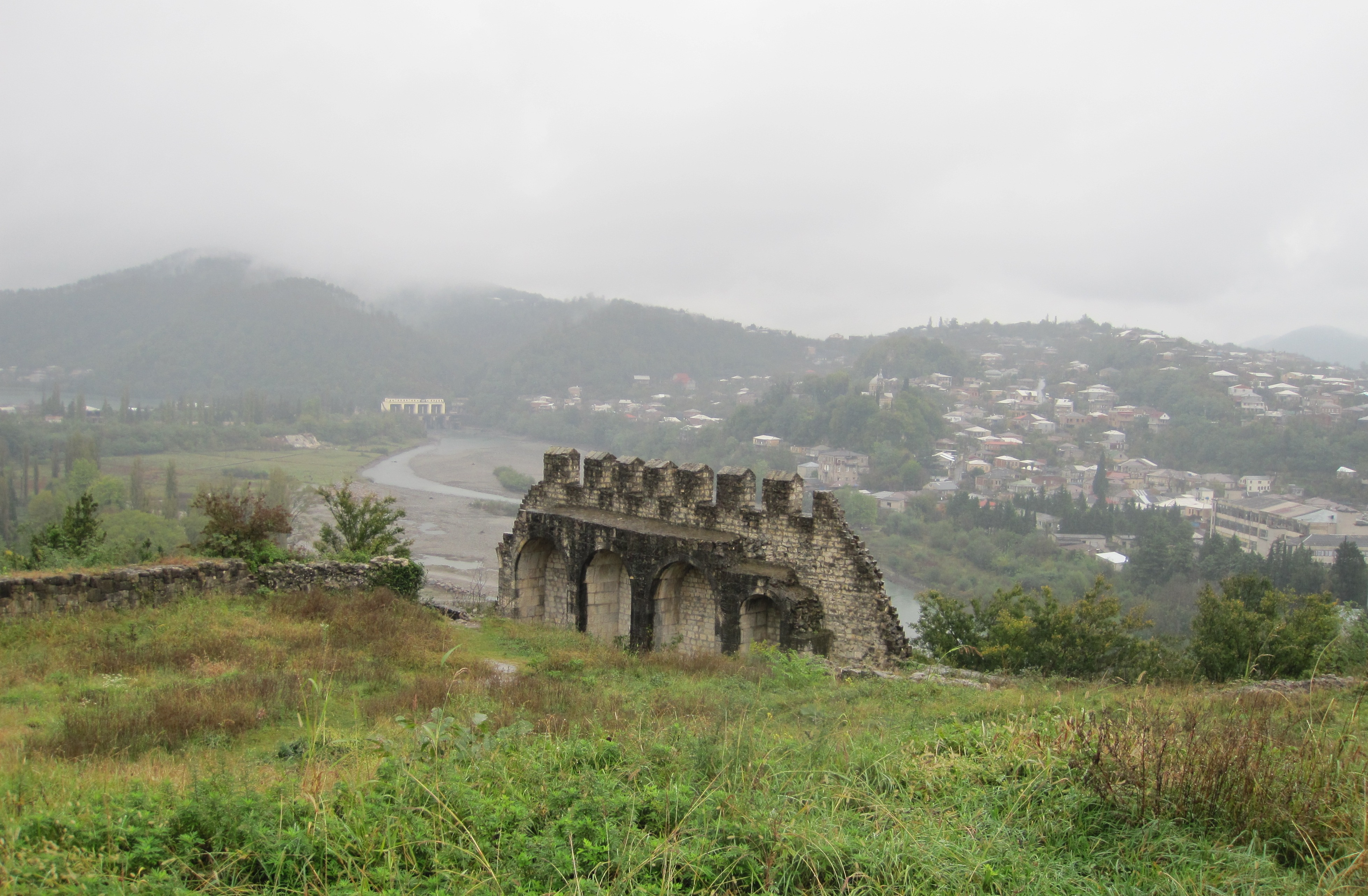
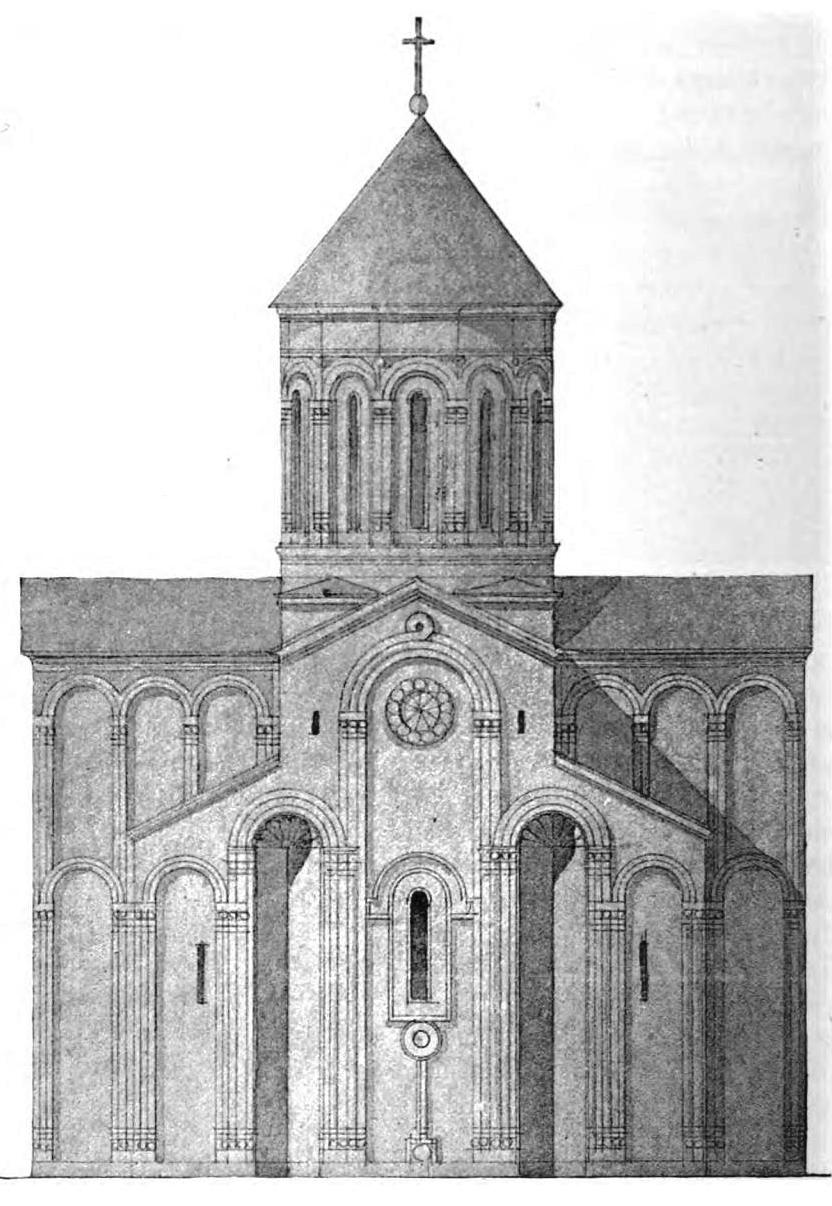
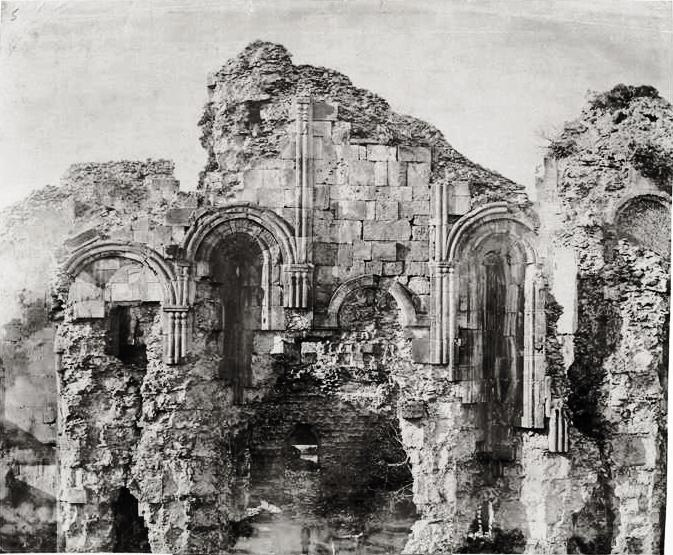
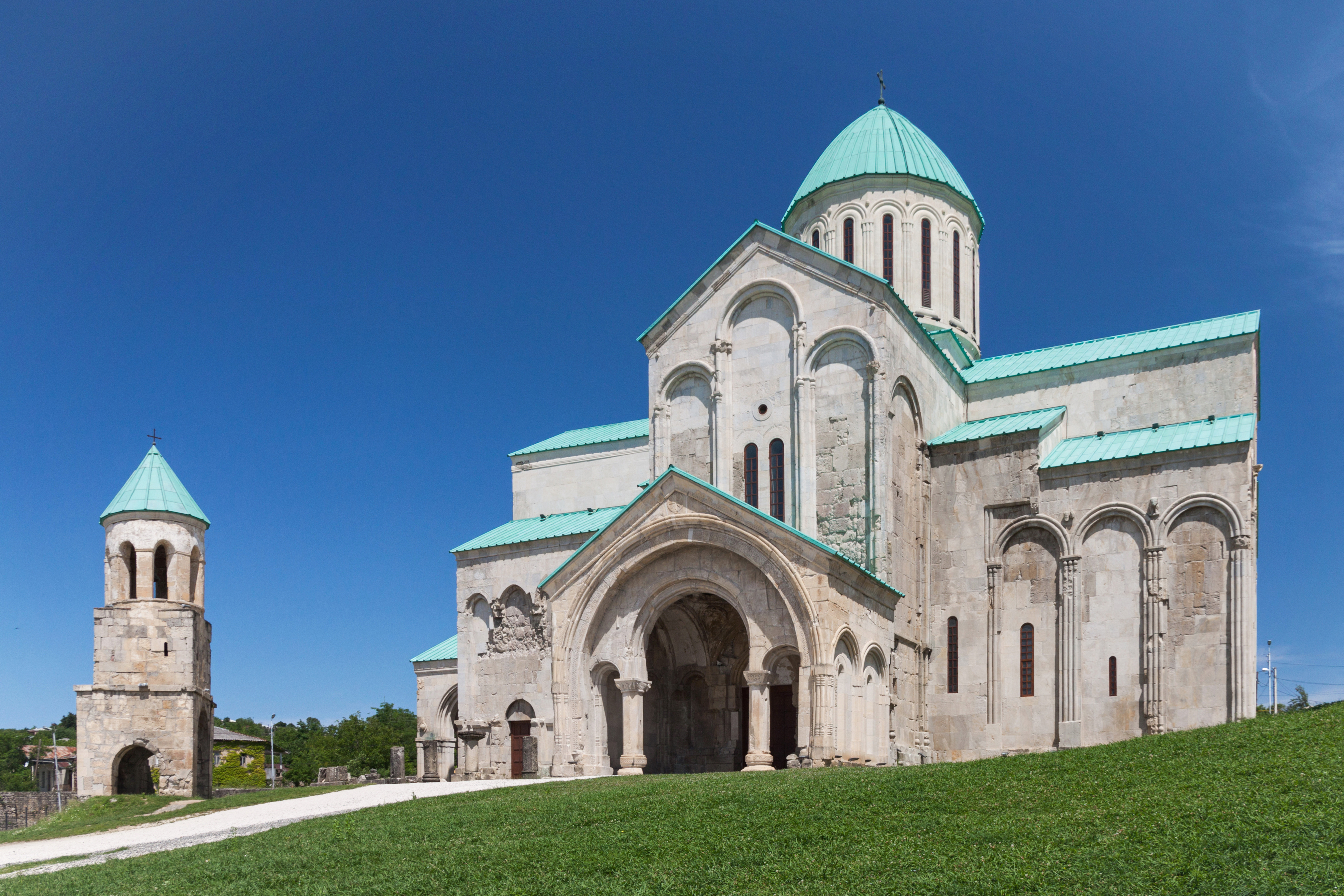
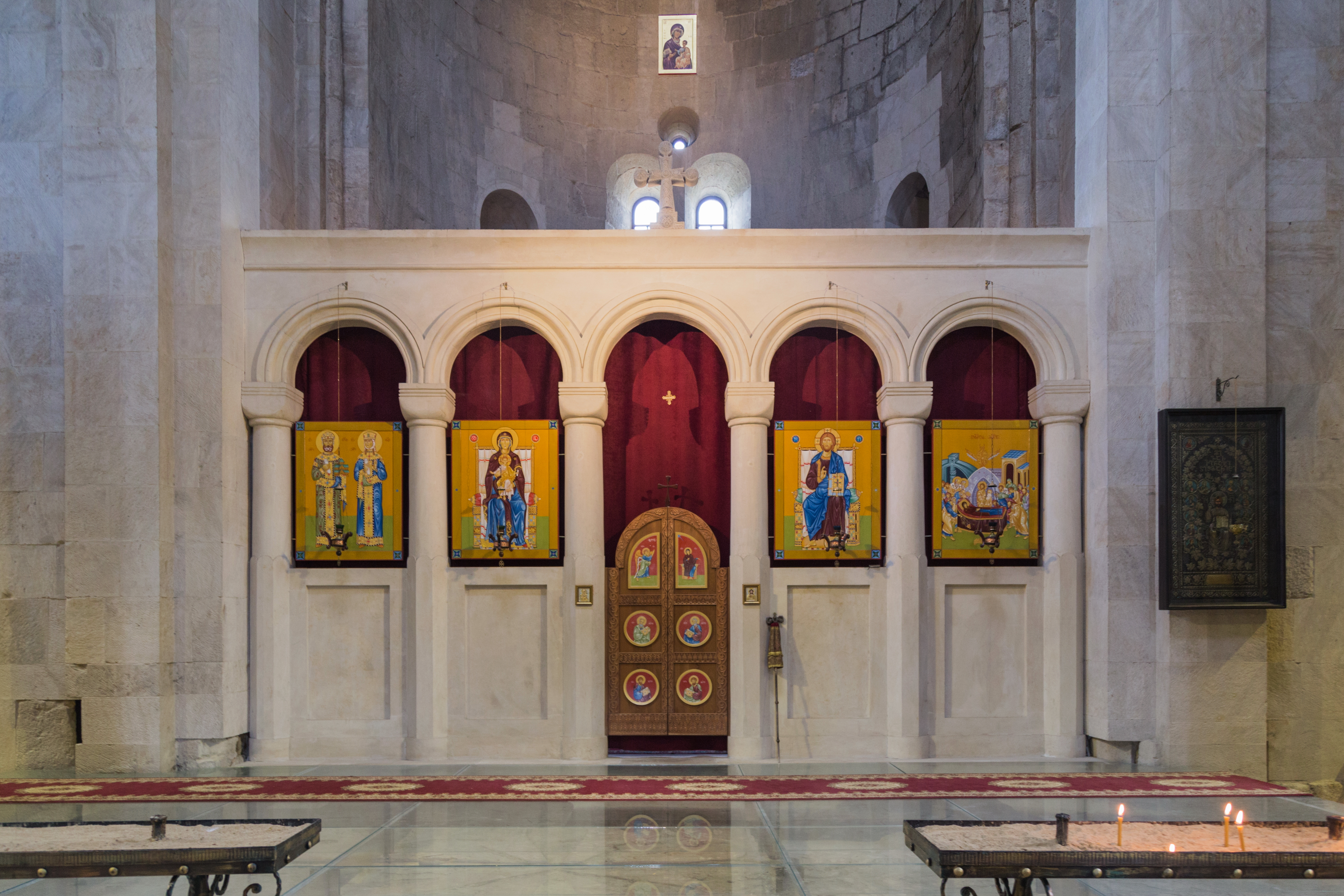
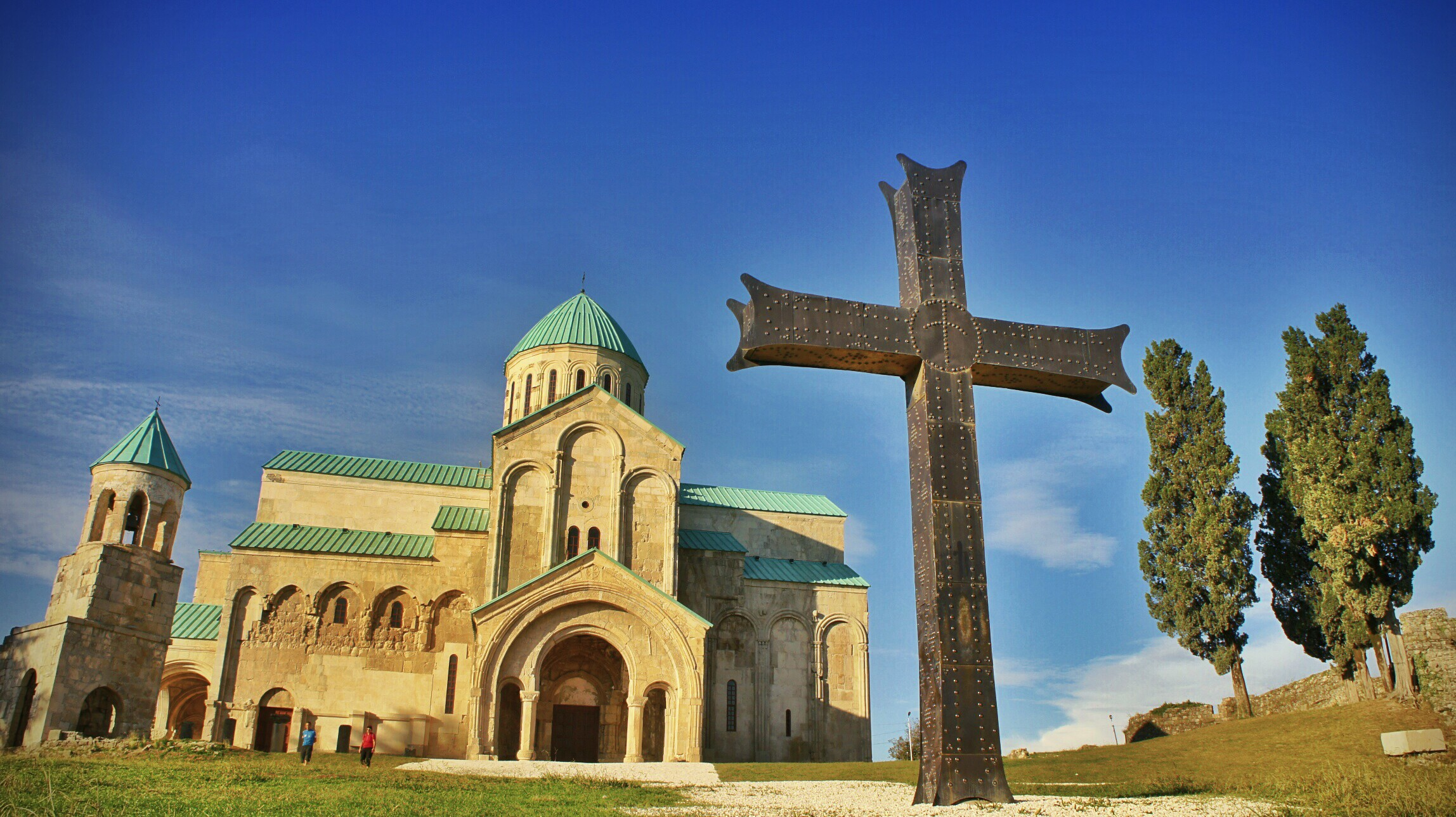
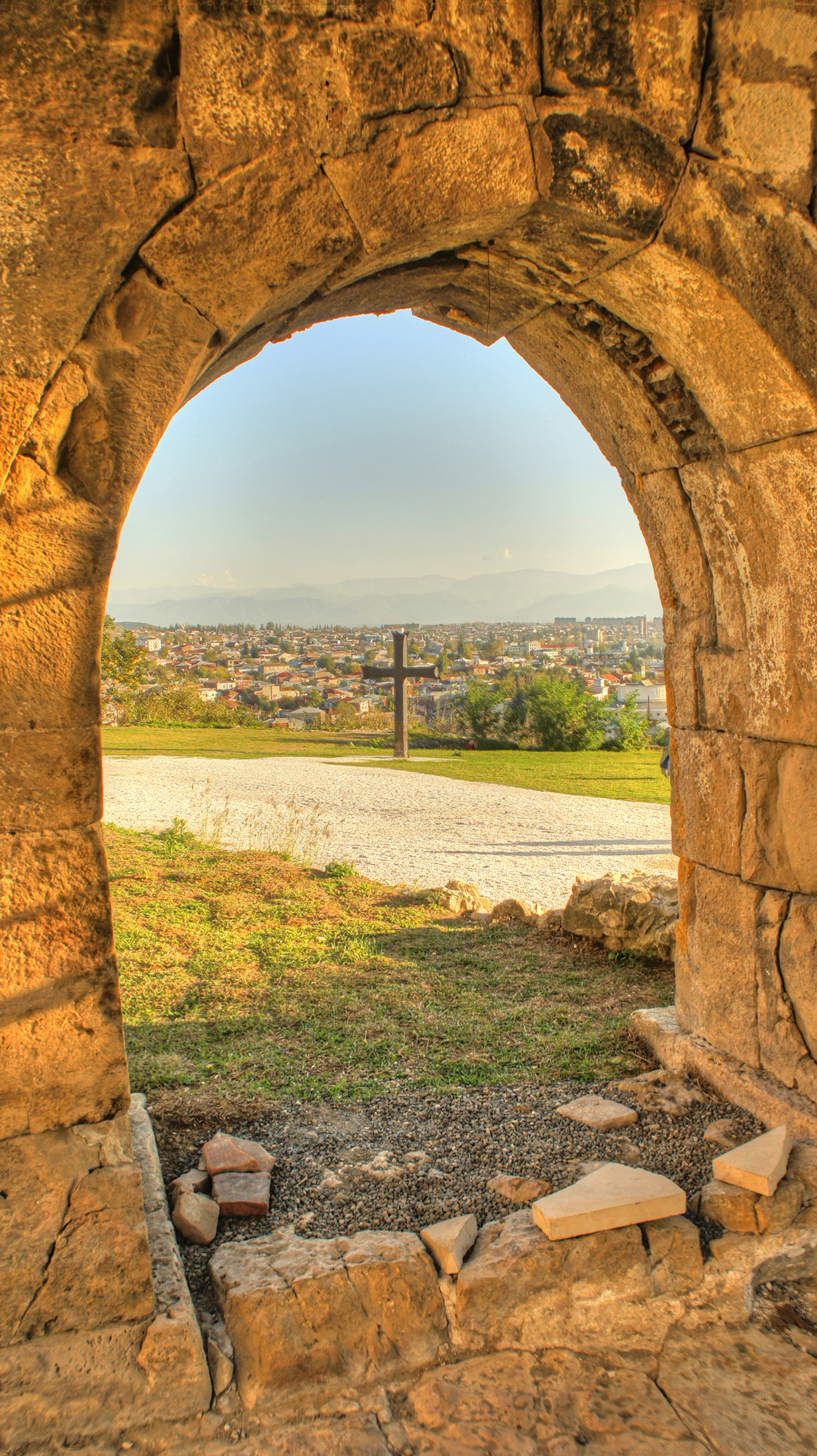
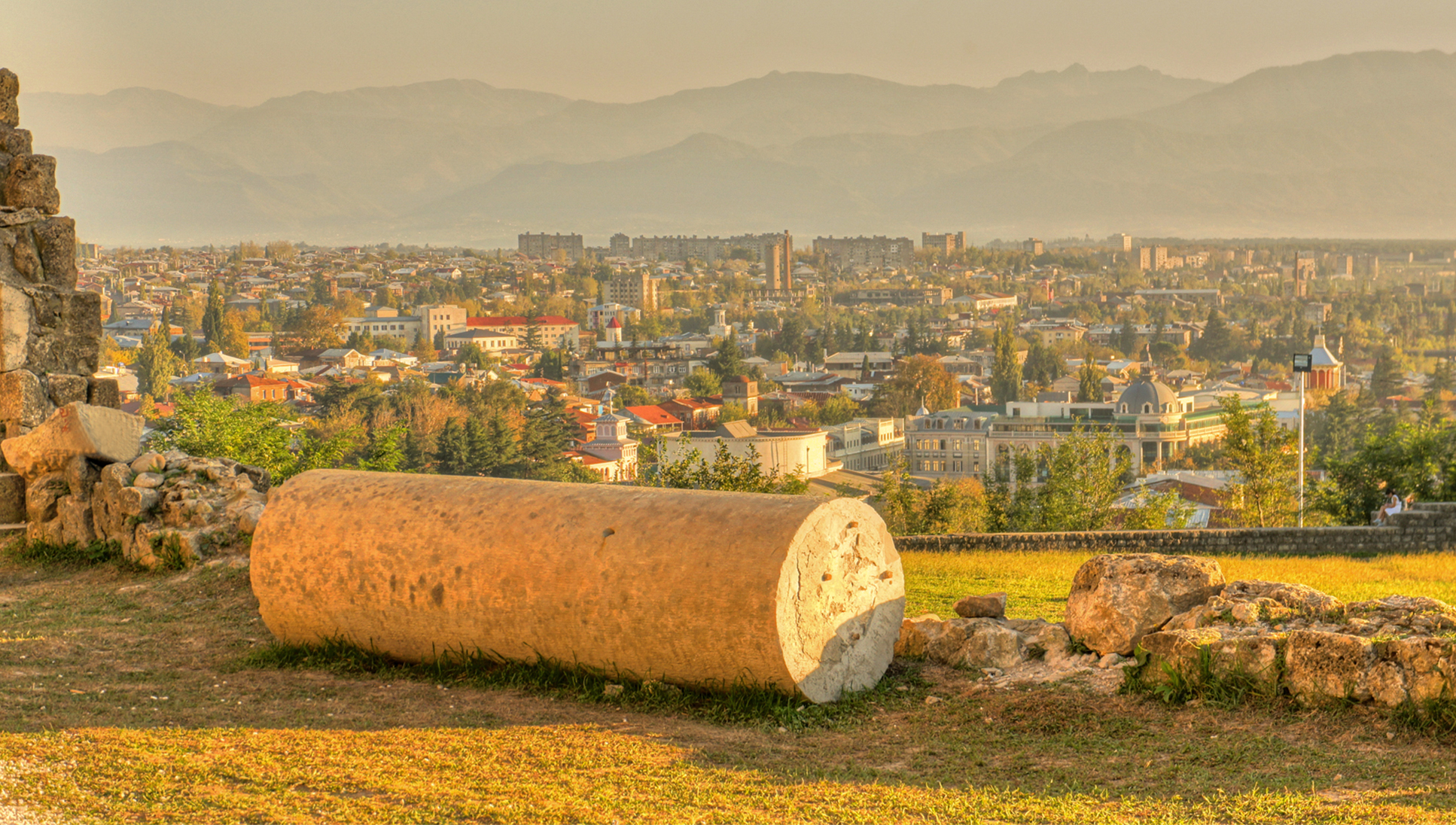
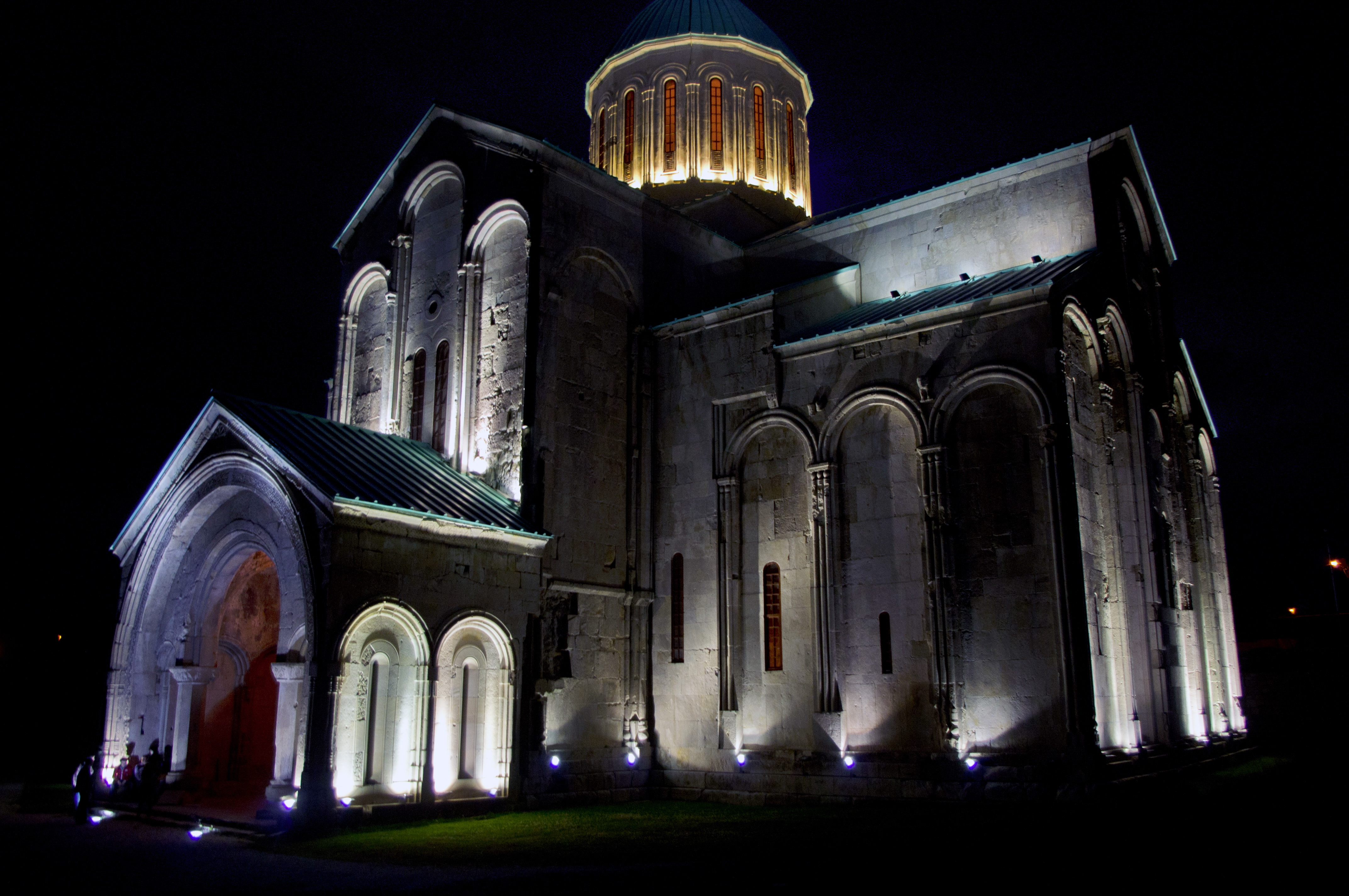
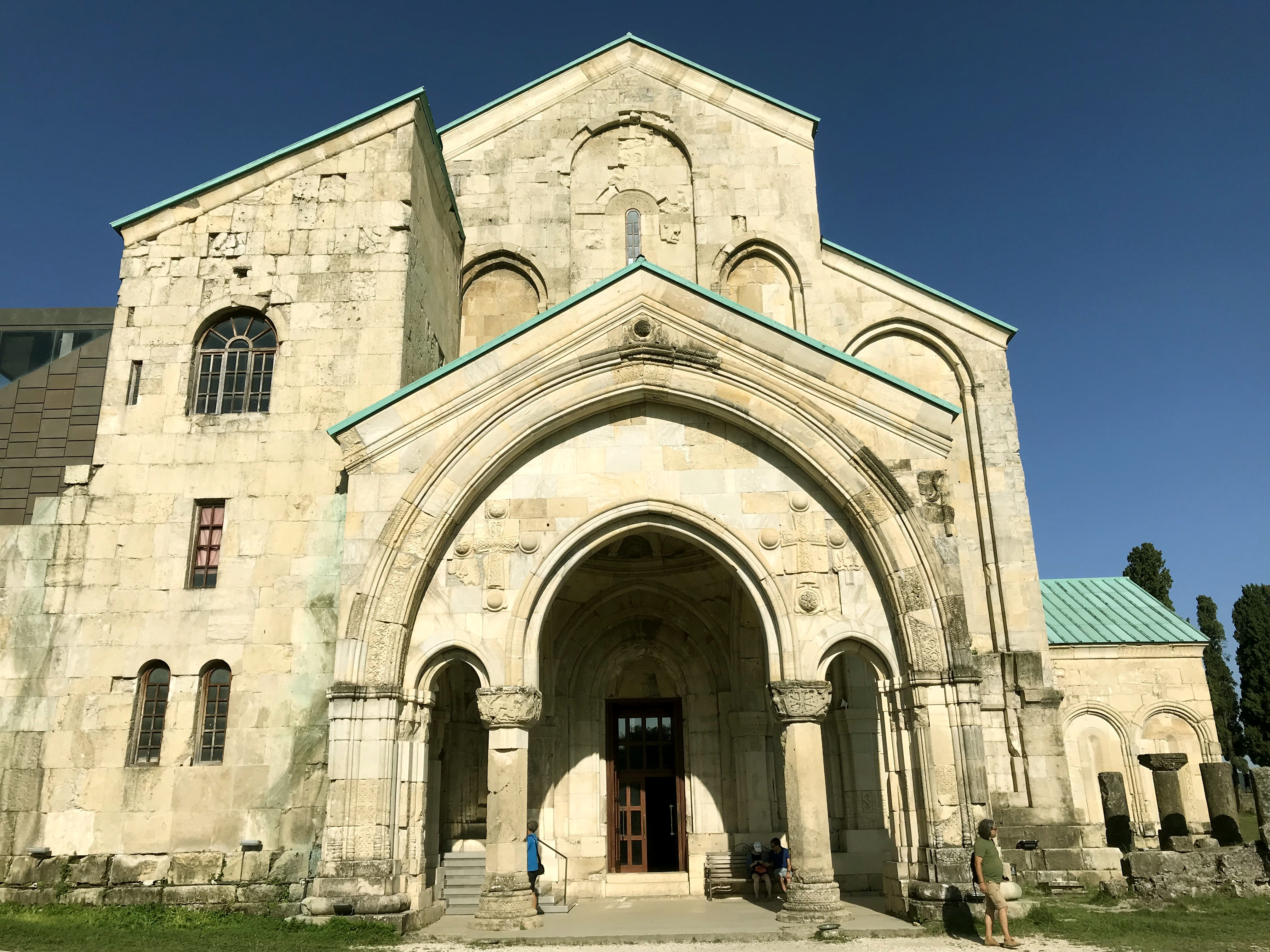

## Listă de referințe
1. ↑  en Bagrati Cathedral  - Copy or Original, Tabula, 4 September 2012
2. ↑  en Bagrati Cathedral  - Copy or Original, Tabula, 4 September 2012
3. ↑  en World Heritage Committee inscribes Bagrati Cathedral and Gelati Monastery (Georgia) on List of World Heritage in Danger http://whc.unesco.org/en/news/637
4. ↑  en UNESCO Report on the Mission to Historical Monuments of Mtskheta and Bagrati Cathedral and Gelati Monastery, Georgia, June 2–10, 2008.
5. ↑  en  Decision - 35COM 7A.29 - Bagrati Cathedral and Gelati Monastery (Georgia) (C 710), Paris, 7 July 2011
6. ↑   ka ბაგრატის პროექტის არქიტექტორი დააჯილდოვეს, Rustavi 2, 23 March 2013
7. ↑  en Domus International Prize for Restoration and Conservation, ArchDaily, 12 October 2015